# Paul Mathaux
Paul Édouard Mathaux, né le 19 février 1888 à Boulogne-sur-Mer et mort le 18 septembre 1966 à Ivry-sur-Seine, est un footballeur international français.

## Biographie
Son poste de prédilection est attaquant. Il compte 5 sélections en équipe de France de football, 
- Suisse-France au stade des Charmilles à Genève en 1908[2],
- Angleterre amateur-France au Park Royal à Londres en 1908,
- France-Belgique à Colombes au stade du Matin en 1908,
- Pays-Bas-France au stade De Kuip à Rotterdam en 1908,
- Danemark-France au White City Stadium à Londres, Jeux olympiques de 1908[3].

## Clubs successifs
- US Boulogne

## Carrière
Sociétaire de l'US Boulogne, Paul profita de la présence du Nordiste Billy dans la commission de sélection pour se retrouver parachuté en équipe de France. Si sa première apparition se solda par une belle victoire en Suisse, les quatre suivantes furent épouvantables avec notamment un effondrement total en Angleterre (12-0) et une humiliation aux Jeux olympiques de 1908 face au Danemark (défaite 17 à 1).  

## Source
- Daniel Chaumier, Les bleus, éd. Larousse.